# Sjachtjorskoje (kraj Primorje)
Sjachtjorskoje (Russisch: Шахтёрское; "mijnbouw") is een plaats (selo) in de gorodskoje poselenieje van Kraskino van het district Chasanski in het uiterste zuidwesten van de Russische kraj Primorje. De plaats werd gesticht in 1939 en telt 31 inwoners (1 januari 2005), waarmee het tot de kleinere nederzettingen van het district behoort.

## Geografie
De nederzetting ligt nabij het zoute meer Zoutmeer (ozero Soljonoje), dat door een anderhalve kilometer lange zijrivier is verbonden met de Expeditiebocht van de Posjetbaai. De plaats is door een weg van twee kilometer verbonden met de rijksweg Razdolnoje - Chasan (A189). De plaats ligt over de weg op 70 kilometer van het districtcentrum Slavjanka en ongeveer 235 kilometer van Vladivostok. Het dichtstbijzijnde spoorstation Machalino bevindt zich zes kilometer oostelijker in het dorp Kraskino.
Bestuurlijk centrum: Slavjanka

Andrejevka · Bamboerovo · Barabasj · Barsovy · Baza Kroeglaja · Bezverchovo · Chasan · Filippovka · Gvozdevo · Kamysjovoje · Kedrovaja · Kraskino · Kravtsovka · Lebedinoje · Majak Bjoesse · Majak Gamova · Narva · Ovtsjinnikovo · Perevoznoje · Pojma · Posjet · Pozjarski · Primorski · Provalovo · Risovaja Pad · Rjazanovka · Romasjka · Sjachtjorskoje · Soechaja Retsjka · Soechanovka · Tsoekanovo · Vitjaz · Zajsanovka · Zanadvorovka · Zaroebino